# Полежаев, Константин Алексеевич
Полежаев Константин Алексеевич (род. 14 августа 1972, Белгород) — государственный и политический деятель, глава Администрации города Белгорода (2015—2019), заместитель губернатора Белгородской области по вопросам ЖКХ (2019—2023).

## Биография
Образование высшее. В 1996 году окончил Харьковский государственный автомобильно-дорожный технический университет по специальности «инженер-строитель по строительству автодорог и аэродромов».
С 1996 по октябрь 2004 года работал инженером, заместителем начальника отдела, начальником отдела технадзора ГУ «Управление автомобильных дорог общего пользования и транспорта администрации Белгородской области». С октября 2004 года работал исполняющим обязанности, затем главным инженером регионального управления дорог. 19 ноября 2007 года стал начальником ГУ «Управление автомобильных дорог общего пользования и транспорта администрации Белгородской области».
С 5 ноября 2013 года К. А. Полежаев был назначен первым заместителем мэра Белгорода. С 7 октября 2015 года работал исполняющим обязанности главы Администрации города Белгорода.
С 17 ноября 2015 года официально избран мэром Белгорода, за Полежаева проголосовало 32 депутата из 39.
21 января 2019 года назначен заместителем губернатора Белгородской области — начальником департамента ЖКХ региона. С 1 января 2022 года являлся заместителем губернатора, курирующем вопросы ЖКХ. 4 июля 2023 года был уволен с должности губернатором Вячеславом Гладковым из-за некачественной организации работ по восстановлению Шебекино и Новой Таволжанки.

## Уголовное дело
21 июля 2023 года в СМИ появилась информация о задержании Константина Полежаева по обвинению в получении взятки в особо крупном размере (по ч. 6 ст. 290 УК РФ). В тот же день СК РФ завел уголовное дело, а пресс-служба Следственного Комитета прокомментировала инцидент в своем Telegram-канале:
По версии следствия, подозреваемый, замещая должность заместителя губернатора Белгородской области, в январе 2022 и 2023 годов получил от директора одной из строительных компаний региона в качестве вознаграждения два автомобиля премиум-класса иностранного производства общей стоимостью свыше 17 млн рублей за оказание содействия в приемке работ по строительству очистных сооружений в Белгородской области, а также в заключении с данной организацией контрактов в сфере ЖКХ.
На следующий день (22 июля 2023) Константин Полежаев признал свою вину по делу о получении взятки. Октябрьский районный суд Белгорода избрал меру пресечения — домашний арест. 12 августа 2024 года суд признал Полежаева виновным в части 6 статьи 290 УК РФ "Получение взятки в особо крупном размере". Ему назначили 5 лет лишения свободы в колонии строгого режима, штраф 36,5 млн рублей и лишили права занимать должности на государственной службе на 8 лет. 

## Награды
В 2010 году К. А. Полежаеву присвоено звание «Почётный строитель России»; награждён также почётной грамотой Министерства транспорта Российской Федерации.
В 2013 году за многолетний добросовестный труд награждён медалью Ордена «За заслуги перед Отечеством» II степени.
В 2020 году награждён медалью «За заслуги перед Землёй Белгородской» I степени. Также его имя было занесено в книгу почёта города Белгорода в связи с награждением медалью «За заслуги перед городом Белгородом» III степени.
Неоднократно награждался благодарностями и Почётными грамотами Губернатора Белгородской области.